# Monnin-hardheid
Monnin-hardheid is een maat voor de hardheid van hout.  De waarde geeft aan in welke mate een houtsoort tegen bepaalde drukkrachten bestand is. De naam verwijst naar Marcel Monnin, ambtenaar bij het Frans ministerie van Waters en Bossen, begin twintigste eeuw. De eenheid is vooral bekend in Frankrijk, de gebruikte procedure wordt daar ook wel de Test van Chalais-Meudon genoemd. In het Nederlandse taalgebied is de Janka-hardheid een bekendere grootheid.
De Monnin-hardheid wordt bepaald door een stalen cilinder met een diameter van 30 mm loodrecht op de houtvezels in het hout te drukken met een kracht van 2000 newton gedurende 5 seconden. De diepte t van de indruk die de cilinder heeft achtergelaten wordt gemeten. De Monnin-hardheid wordt dan berekend als 1/t. 
Omdat beide meetmethoden verschillen, is er geen rechtstreeks verband tussen de Monnin-hardheid en de Janka-hardheid. De ene waarde kan niet uit de andere berekend worden. De Monnin-test is minder nauwkeurig dan de Janka-test omdat het moeilijk is de exacte diepte van de indruk te meten.